# Томсон, Гордон (спортсмен)
Гордон Линдси Томсон (англ. Gordon Lindsay Thomson; 27 марта 1884, Уандсуорт — 8 июля 1953, Стейпелхёрст) — британский гребец, чемпион и серебряный призёр летних Олимпийских игр 1908.

## Биография
На Играх 1908 в Лондоне Томсон участвовал в двух дисциплинах. Он стал чемпионом в двойках распашных без рулевого вместе с Джоном Феннингом. Также, он занял второе место в составе четвёрки, которая в финале проиграла другой команде Великобритании.